# Oleksandra Artjuschenko
Oleksandra Trochymiwna Artjuschenko (ukrainisch Олександра Трохимівна Артюшенко; * 16. Apriljul. / 29. April 1911greg. in Sewastopol; † 17. Januar 1990 in Kiew) war eine sowjetische Botanikerin und Paläobotanikerin.

## Werdegang
Nach dem Schulabschluss 1926 siedelte sie nach Luhansk über, wo sie in einer Fabrik für Dampflokomotiven arbeitete und sich in Abendkursen weiterbildete. 1930–1936 studierte sie an der biologischen Fakultät der Universität Leningrad. 1936 wurde sie als Nachwuchswissenschaftlerin im Biologischen Forschungszentrum des Distrikts Peterhof eingestellt. 1937–1948 lehrte sie Biologie im Institut für Botanik der Akademie der Wissenschaften der Ukrainischen SSR in Luhansk (damals Woroschilowgrad). Seit 1948 war sie nur noch wissenschaftlich am Institut für Botanik tätig, zuerst als Laborassistentin, seit 1950 als Forscherin. 1971 promovierte sie im Fach Biologie.
Sie forschte auf dem Gebiet der Pollen- und Sporenanalyse, der Umweltentwicklung im Quartär, Phytostratigraphie, Paläoökologie und der Geschichte der Paläobotanik. Sie war federführend in der Entwicklung der ersten paläobotanischen Karten des Holozäns der ukrainischen Volksrepublik und erforschte die holozäne Entwicklung der Almen auf der Krim.
Sie nahm an zahlreichen wissenschaftlichen Expeditionen teil, unter anderem:
- Moore von Schytomyr in Polesien, 1960er Jahre
- Moor Stariki (Болото старики) in Klein-Polesien, 1970er Jahre

## Werke
- Растительность аллереда на территории Русской равнины в связи с общим развитием растительного покрова в позднеледниковье в Восточной и Средней Европе. Akademija Nauk СССР  44/6, 1959.
- Artjušenko et al., Опорные разрезы антропогена Украины, Band 1. Kiew 1967.
- Artjušenko et al., Растительность лесостепи и степи Украины в четвертичном периоде. Kiew 1970
- Artjušenko et al., История растительности Крымских яйл и прияйлинских склонов в голоцене. Kiew 1978.
- Artjušenko et al., История растительности Западных областей Украины в четвертичном периоде. Kiew 1982.
- Artjušenko et al., Морфология пыльцы реликтовых, эндемичных и редких видов флоры Украины. Kiew 1984.